# Armis
Armis is een historisch Brits merk van motorfietsen.
De bedrijfsnaam was: Armis Cycle Mfg. Co. Ltd., Birmingham.
De Britse rijwielfabriek Armis bouwde van 1920 tot 1923 ook motorfietsen. Het was meteen een van de betere motorbouwers met een groot aanbod van modellen. Daarvoor werden inbouwmotoren van andere merken ingekocht: 347cc-tweetaktmotoren van Precision, 298- en 654cc-JAP-zijklepmotoren en 348cc-Blackburne-motoren.